# Qu'avons-nous fait de nos rêves ?
Qu'avons-nous fait de nos rêves (titre original en anglais : A Visit from the Goon Squad) est un roman de l'écrivaine américaine Jennifer Egan publié originellement en 2010 et traduit en français en 2012. Il a remporté le Prix Pulitzer de l'œuvre de fiction en 2011.

## Réception critique
Lors de son bilan littéraire de l'année le magazine culturel Les Inrocks inclus ce livre dans les 25 meilleurs livres de l'année 2012.